# Boglárka Kapás
Boglárka Telegdy Kapás (Debrecen, 22 de abril de 1993) es una deportista húngara que compite en natación, especialista en los estilos libre y mariposa.
Participó en cuatro Juegos Olímpicos de Verano, entre los años 2008 y 2020, obteniendo una medalla de bronce en Río de Janeiro 2016, en la prueba de 800 m libre, el sexto lugar en Londres 2012 (800 m libre) y el cuarto en Tokio 2020 (200 m mariposa).
Ganó dos medallas en el Campeonato Mundial de Natación, oro en 2019 y bronce en 2015, trece medallas en el Campeonato Europeo de Natación entre los años 2012 y 2024, y cinco medallas en el Campeonato Europeo de Natación en Piscina Corta entre los años 2010 y 2017.
En 2016 recibió la Cruz de oro de la Orden del Mérito de Hungría. Estudió Psicología en la Universidad Eötvös Loránd.

## Palmarés internacional
| Juegos Olímpicos                    | Juegos Olímpicos         | Juegos Olímpicos  | Juegos Olímpicos |
| Año                                 | Lugar                    | Medalla           | Prueba           |
| ----------------------------------- | ------------------------ | ----------------- | ---------------- |
| 2016                                | Río de Janeiro (Brasil)  | Medalla de bronce | 800 m libre      |
| Campeonato Mundial                  |                          |                   |                  |
| Año                                 | Lugar                    | Medalla           | Prueba           |
| 2015                                | Kazán (Rusia)            | Medalla de bronce | 1500 m libre     |
| 2019                                | Gwangju (Corea del Sur)  | Medalla de oro    | 200 m mariposa   |
| Campeonato Europeo                  |                          |                   |                  |
| Año                                 | Lugar                    | Medalla           | Prueba           |
| 2012                                | Debrecen (Hungría)       | Medalla de oro    | 800 m libre      |
| 2014                                | Berlín (Alemania)        | Medalla de plata  | 1500 m libre     |
| 2014                                | Berlín (Alemania)        | Medalla de bronce | 800 m libre      |
| 2014                                | Berlín (Alemania)        | Medalla de bronce | 4 × 200 m libre  |
| 2016                                | Londres (Reino Unido)    | Medalla de oro    | 400 m libre      |
| 2016                                | Londres (Reino Unido)    | Medalla de oro    | 800 m libre      |
| 2016                                | Londres (Reino Unido)    | Medalla de oro    | 1500 m libre     |
| 2016                                | Londres (Reino Unido)    | Medalla de oro    | 4 × 200 m libre  |
| 2018                                | Glasgow (Reino Unido)    | Medalla de oro    | 200 m mariposa   |
| 2021                                | Budapest (Hungría)       | Medalla de oro    | 200 m mariposa   |
| 2021                                | Budapest (Hungría)       | Medalla de plata  | 4 × 200 m libre  |
| 2021                                | Budapest (Hungría)       | Medalla de bronce | 400 m libre      |
| 2024                                | Belgrado (Serbia)        | Medalla de bronce | 200 m mariposa   |
| Campeonato Europeo en Piscina Corta |                          |                   |                  |
| Año                                 | Lugar                    | Medalla           | Prueba           |
| 2010                                | Eindhoven (Países Bajos) | Medalla de plata  | 800 m libre      |
| 2015                                | Netanya (Israel)         | Medalla de plata  | 800 m libre      |
| 2015                                | Netanya (Israel)         | Medalla de bronce | 400 m libre      |
| 2017                                | Copenhague (Dinamarca)   | Medalla de oro    | 400 m libre      |
| 2017                                | Copenhague (Dinamarca)   | Medalla de plata  | 800 m libre      |